# Metacrangon
Metacrangon is een geslacht van kreeftachtigen uit de klasse van de Malacostraca (hogere kreeftachtigen).

## Soorten
- Metacrangon acclivis (Rathbun, 1902)
- Metacrangon agassizii (Smith, 1882)
- Metacrangon asiaticus (Kobjakova, 1955)
- Metacrangon australis Komai & Taylor, 2010
- Metacrangon bahamondei Retamal & Gorny, 2003
- Metacrangon bellmarleyi (Stebbing, 1914)
- Metacrangon bythos Komai, 2012
- Metacrangon clevai Komai, 2012
- Metacrangon cornuta Komai & Komatsu, 2009
- Metacrangon crosnieri Komai, 1997
- Metacrangon haona Komai & Ahyong, 2011
- Metacrangon hikurangi Komai & Ahyong, 2011
- Metacrangon holthuisi Komai, 2010
- Metacrangon jacqueti (A. Milne-Edwards, 1881)
- Metacrangon karubar Komai, 2012
- Metacrangon knoxi (Yaldwyn, 1960)
- Metacrangon laevis (Yokoya, 1933)
- Metacrangon longirostris (Yokoya, 1933)
- Metacrangon miyakei J.N. Kim, 2005
- Metacrangon monodon (Birstein & Vinogradov, 1951)
- Metacrangon munita (Dana, 1852)
- Metacrangon nipponensis (Yokoya, 1933)
- Metacrangon obliqua Komai, 2012
- Metacrangon ochotensis (Kobyakova, 1955)
- Metacrangon poorei Komai & Taylor, 2010
- Metacrangon procax (Faxon, 1893)
- Metacrangon proxima J.N. Kim, 2005
- Metacrangon punctata Komai, 2012
- Metacrangon rau Komai & Ahyong, 2011
- Metacrangon richardsoni (Yaldwyn, 1960)
- Metacrangon robusta (Kobjakova, 1935)
- Metacrangon similis Komai, 1997
- Metacrangon sinensis Fujino & Miyake, 1970
- Metacrangon spinidorsalis Komai & Taylor, 2010
- Metacrangon spinirostris (Rathbun, 1902)
- Metacrangon spinosissima (Rathbun, 1902)
- Metacrangon teina Komai & Ahyong, 2011
- Metacrangon trigonorostris Yokoya, 1933
- Metacrangon tropis Komai, 2012
- Metacrangon tsugaruensis Komai, 2012